# Kerria
Pour l’article homonyme, voir Kerria (insecte).
Genre
Classification APG II (2003)
Kerria est un genre de plantes à fleurs de la famille des Rosaceae.
Le genre Kerria nommé ainsi en l'honneur de William Kerr ne comprend qu'une espèce (genre monospécifique) :
Kerria japonica - la Corète du Japon.

## Description
Les fleurs d'un jaune vif, de 3 à 5 cm de diamètre, solitaires à l'extrémité des rameaux apparaissent comme pour le forsythia, avant les feuilles, dès le mois de mars.

## Utilisations
Le Kerria supportant bien le froid et s'accommodant de la plupart des sols, il est fréquemment utilisé comme plante d'ornement de jardins urbains, terrasse végétalisée à substrat épais (> 30cm), mais préfère un substrat légers et une situation de mi-ombre.